# Кормо, Ивонн
Ивонн Кормо (фр. Yvonne Cormeau), урождённая Беатрис Ивонн Бистерфельд (фр. Beatrice Yvonne Biesterfeld; 18 декабря 1909, Шанхай — 25 декабря 1997, Флит, Хэмпшир) — французская и британская разведчица времён Второй мировой, агент Управления специальных операций и деятельница Французского Сопротивления.

## Биография

### Семья
Отец — бельгиец, работник бельгийского посольства в Китае. Мать — шотландка, подданная Великобритании. Ивонн обучалась как в Бельгии, так и в Шотландии. В 1937 году вышла замуж за французского эмигранта Шарля Эдуара Эмиля Кормо, военнослужащего британских Стрелков.

### В годы войны
Муж Ивонн, Шарль Кормо, участвовал в боях на территории Франции в 1940 году: в ноябре он был ранен и отправлен обратно в Великобританию. Спустя несколько дней Ивонн также стала непосредственной участницей войны: во время авианалёта немцев на Лондон был разрушен её дом: Шарль погиб под развалинами, а Ивонн только чудом спаслась: её от разлетевшихся осколков спасла ванна, за которой спряталась Ивонн. После гибели мужа Ивонн решила занять его место в Вооружённых силах, вступив в Женские вспомогательные воздушные силы на место администратора в ноябре 1941 года (служебный № 2027172).
Во время службы ей предложили службу в качестве военного переводчика, и Ивонн вступила в Управление специальных операций в Отделение F на место оператора беспроводной связи: это случилось 15 февраля 1943 года. Она получила звание офицера авиации (эквивалентно званию лейтенанта в ВВС Великобритании). Свою двухлетнюю дочь Иветт мать вынуждена была отдать в приют в Оксфордшире, где та оставалась до пятилетнего возраста. Ивонн приняла решение помочь французским партизанам всем, чем могла бы, чтобы освободить свою историческую родину от оккупантов. Она проходила обучение вместе с Иоланде Беекман, Сесили Лефор и Нур Инайят Хан.
В ночь на 22 августа 1943 года Ивонн покинула авиабазу Темпсфорд, высадившись с парашютом в местечке Сент-Антуан-дю-Кейре к северо-востоку от Бордо. Предварительно она запаслась небольшим количеством взрывчатки, переданной полковником Морисом Бакмастером. «Аннетт» (таким был основной псевдоним) предстояло работать курьером и оператором связи в агентурной сети Гаскони. Напарником её был Джордж Старр («Илар»), с которым она познакомилась когда-то в Брюсселе. За время службы Ивонн использовала также псевдонимы «Фейри» и «Сарафари». В Лондон она отправила более 400 сообщений, что стало рекордом для Отделения F. Она занималась также заключением соглашений о передаче оружия и припасов местным маки, а также лично проводила диверсионные операции по обрыву проводов телефонных станций, отделений телеграфа и электростанций, тем самым оставляя без связи войска группы армий «G» (особенный урон от этого нёс гарнизон Тулузы).
Ивонн оказалась на грани провала, когда её выдал агент «Родольф»: плакаты с её именем и сообщением о розыске появились по всей стране (фотопортрет оказался очень даже точным), однако та не сдавалась и продолжила работать. Вместо обычного питания от сети она использовала для передачи сообщений автомобильные аккумуляторы, что затрудняло её обнаружение и сбивало с толку абвер. На немецком блокпосте Ивонн однажды снова чуть не попалась в руки немцев, когда её допрашивали пограничники, приставив оружие к спине. Она убедила их в том, что работает медсестрой и перевозит рентгеновский аппарат (именно так она объяснила наличие электронной аппаратуры в своём автомобиле). В течение следующих 13 месяцев «Аннетт» неоднократно оказывалась на грани разоблачения и даже гибели: несколько раз в неё стреляли и успели ранить в ногу, однако Ивонн умудрялась скрыться от немецких патрулей. В конце войны её демобилизовали в звании офицера авиации.

### После войны
Ивонн была кавалером разных наград: Военного креста Франции 1939—1945 годов, Медали Сопротивления, а также Ордена Почётного Легиона и Ордена Британской Империи. После войны она продолжила работу в Управлении специальных операций и затем в Форин-офис (Министерство иностранных дел) как переводчица. Она стала одним из самых известных агентов Отделения F Управления специальных операций и каждый год встречалась с ветеранами войны, участвуя в ежегодном ужине по случаю Дня взятия Бастилии. Благодаря стараниям Ивонн британско-французские отношения вышли на новый уровень.
Большую часть жизни Ивонн со своей дочерью Иветт Питт провела в Лондоне. В возрасте 80 лет она вышла замуж за Джеймса Эдгара Фэрроу, с которым переехала в Дербишир, однако тот вскоре умер. В последние годы Ивонн серьёзно подорвала своё здоровье, ослабленное послевоенными бытовыми травмами. Остаток жизни она провела в доме престарелых в Толл-Пайнз (Гэлли-Хилл-Роуд, местечко Флит, графство Хэмпшир), где и скончалась. На её похоронах присутствовали представители правительств Франции и Великобритании.

## Память
Платье Ивонн и её личный чемоданчик, который был запачкан кровью Ивонн после одной из перестрелок, ныне находятся в Имперском военном музее в Лондоне. 23 мая 2002 года в коммуне Лосс (департамент Ланды) была установлена памятная табличка в честь деятелей Сопротивления: Ивонн Кормо, Энн-Мэри Уолтерс, Клод Арно и Дени Парсон.